# Yvonne Murray
Yvonne Murray (* 4. Oktober 1964 in Musselburgh bei Edinburgh) ist eine ehemalige schottische Langstreckenläuferin. Höhepunkte ihrer Karriere waren Olympiabronze 1988, der Europameistertitel 1990 und der Titel einer Hallenweltmeisterin 1993.
Bei einer Körpergröße von 1,70 m betrug ihr Wettkampfgewicht 50 kg. 1990 wurde Yvonne Murray der Titel MBE verliehen.

## Karriere

### Frühe Jahre bis zur Olympiamedaille 1988
1982 kurz nach ihrem achtzehnten Geburtstag trat Yvonne Murray bei den Commonwealth Games in Brisbane an. Sie wurde im 1500- und im 3000-Meter-Lauf jeweils Zehnte.
Ihre erste internationale Medaille erlief sie bei den Leichtathletik-Halleneuropameisterschaften 1985 in Piräus, als sie über 3000 Meter in 9:00,94 min Bronze gewann hinter der Italienerin Agnese Possamai in 8:55,25 min und Olga Bondarenko aus der Sowjetunion in 8:58,03 min.
Ein Jahr später in Madrid erreichte Murray in 9:01,31 min Silber hinter Ines Bibernell aus der DDR in 8:54,52 min. Ende Juli bei den Commonwealth Games 1986 in Edinburgh gewann Murray Bronze über 3000 Meter hinter Lynn Kanuka-Williams und Debbie Bowker (beide Kanada) und belegte über 1500 Meter den fünften Platz. Einen Monat später bei den Leichtathletik-Europameisterschaften 1986 in Stuttgart holte sie dann in 8:37,15 min Bronze hinter Olga Bondarenko in 8:33,99 min und der Rumänin Maricica Puică in 8:35:92 min Bronze, knapp vor ihrer Mannschaftskollegin, der für England laufenden Südafrikanerin Zola Budd in 8:38,20 min.
Bei den Halleneuropameisterschaften 1987 in Liévin erreichte sie nach Bronze 1985 und Silber 1986 nun Gold über 3000 Meter vor Elly van Hulst aus den Niederlanden und Brigitte Kraus aus der Bundesrepublik Deutschland. In Liévin traten allerdings keine Läuferinnen aus Osteuropa an. Bei den Hallenweltmeisterschaften, 14 Tage später in Indianapolis, waren Russinnen und Rumäninnen am Start. Es gewann Tetjana Samolenko vor Olga Bondarenko und Maricica Puica, Yvonne Murray wurde Fünfte. Am 1. September fand in Rom das Finale über 3000 Meter der Leichtathletik-Weltmeisterschaften 1987 statt. Samolenko gewann vor Puica, Murray wurde Siebte.
In Seoul nahm Yvonne Murray 1988 erstmals an Olympischen Spielen teil. Tetjana Samolenko gewann in 8:26,53 min Gold vor der Rumänin Paula Ivan. Yvonne Murray gewann Bronze in der persönlichen Bestzeit von 8:29,02 min.

### Europameisterin 1990 und die späten Jahre
Anfang 1990 bei den Commonwealth Games in Auckland wurde Murray über 3000 Meter Zweite mit einer Sekunde Rückstand auf die Kanadierin Angela Chalmers, aber mit acht Sekunden Vorsprung auf ihre Landsfrau Liz McColgan. Über 1500 Meter belegte Murray Platz vier. Im Sommer bei den Europameisterschaften in Split startete Murray nur über 3000 Meter. Nach einem packenden Zweikampf auf der Zielgeraden gewann Murray in 8:43,06 min vor der Russin Jelena Romanowa in 8:43,68 min.
Bei den Weltmeisterschaften 1991 in Tokio wurde Murray Zehnte und bei den Olympischen Spielen 1992 in Barcelona Achte. Bei den Hallenweltmeisterschaften 1993 in Toronto gewann sie in 8:50,55 min mit über 12 Sekunden Vorsprung auf die zweitplatzierte Rumänin Margareta Keszeg und bei den Weltmeisterschaften 1993 in Stuttgart belegte sie Platz neun.
In Helsinki bei den Europameisterschaften 1994 gewann sie in 8:36,48 min Silber hinter der Irin Sonia O’Sullivan und vor der Rumänin Gabriela Szabo. Bei den Commonwealth Games 1994 in Victoria startete Yvonne Murray über 10.000 Meter. Sie gewann in 31:56,97 min mit zehn Sekunden Vorsprung auf Elana Meyer aus Südafrika.

## Bestleistungen
- 1500 Meter: 4:01,20 min (1987)
- 3000 Meter: 8:29,02 min (1988)
- 5000 Meter: 14:56,94 min (1995)
- 10.000 Meter: 31:56,97 min (1994)